# Friedrich von Baudissin
Le comte Friedrich Aimé Clothar Hugo von Baudissin, surnommé Fritz, né le 3 avril 1852 au manoir de Schierensee, dans la province du Schleswig-Holstein et mort le 5 février 1921 à Berlin-Charlottenbourg, est un aristocrate allemand, officier de marine, élevé au grade d'amiral en fin de carrière et aide de camp du Kaiser Guilaume II.

## Biographie

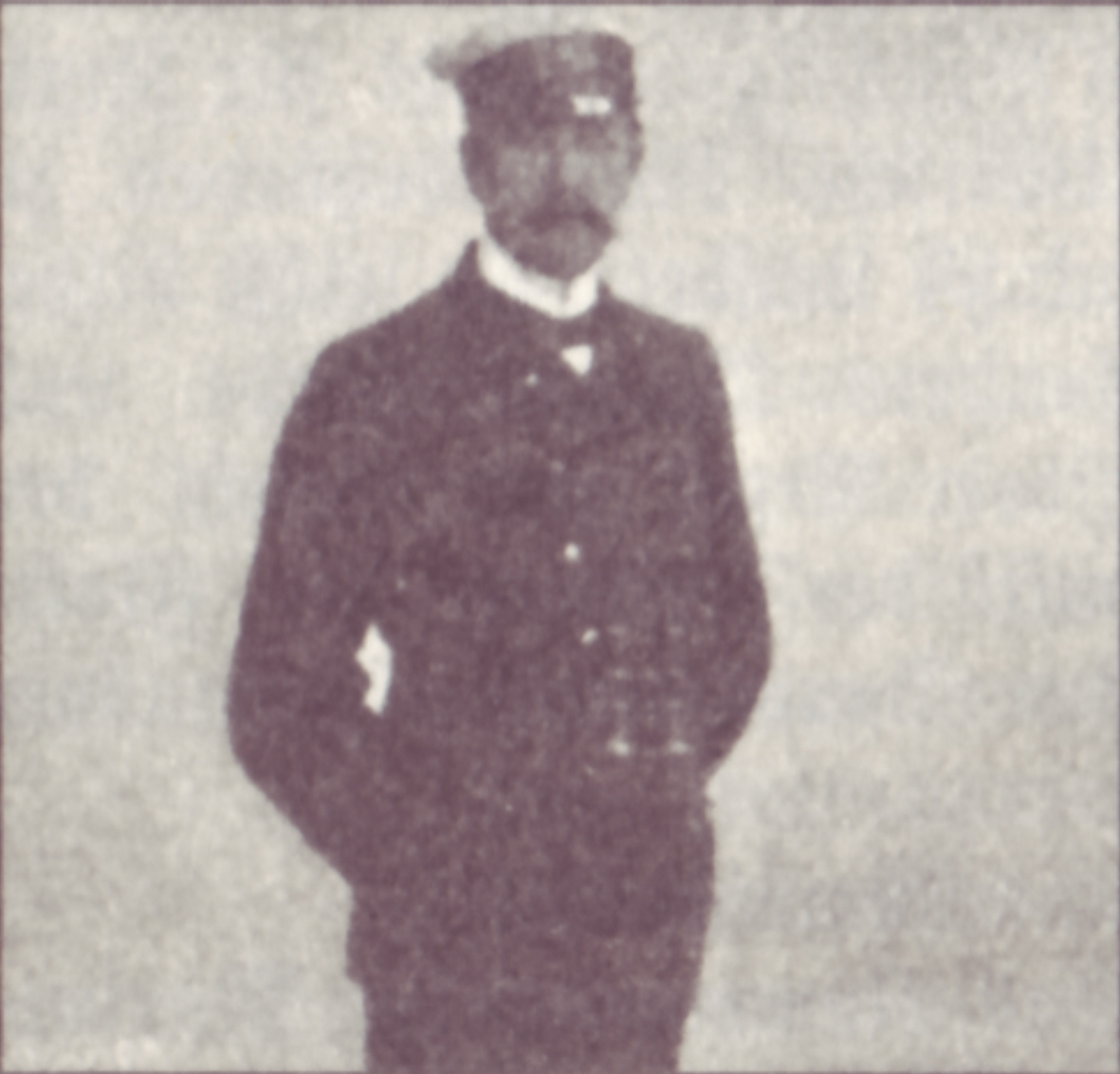
Friedrich von Baudissin

Le comte von Baudissin descend d'une famille ancienne de la noblesse de la Haute Lusace est le fils du directeur Wolf Friedrich Ottomar von Baudissin (de). Il entre le 15 avril 1867 dans la Marine du royaume de Prusse et il navigue sur la frégate SMS Gefion, et la frégate SMS Niobe, à la suite de quoi il est cadet de la marine, le 1er août 1868. Il sert sur la goélette SMS Hela, à nouveau sur la SMS Gefion, puis sur la corvette SMS Arcona, et à partir du 1er août 1869 sur la corvette SMS Hertha, où il est nommé sous-lieutenant, le 19 août 1871. Il est à la IIe division de marine du 12 décembre 1872 au 14 avril 1873, puis passe un an à l'École de marine. Il est ensuite officier de garde sur l'aviso SMS Loreley, passe quelques semaines au même poste sur la frégate blindée SMS Kaiser avant d'être nommé le 16 mars lieutenant de marine. Il est premier officier sur la SMS Loreley, puis officier de garde sur la SMS Niobe et enfin sur la corvette SMS Augusta.
Il passe ensuite à l'Académie de marine de Kiel, pour poursuivre des études supérieures, à la suite desquelles il est officier de navigation sur la frégate blindée SMS Friedrich Carl. Il est nommé lieutenant-capitaine, le 15 avril 1880, puis aide de camp en second à l'état-major de la marine de Wilhelmshaven, pendant trois ans. Il est ensuite commandant de l'aviso SMS Falke (de) et de l'aviso SMS Pommerania (de). Il navigue à partir du 18 avril 1884 dans les mers du sud vers la Polynésie sur le vapeur Taormina, et une fois arrivé là-bas, il est d'abord premier officier sur le SMS Albatross (de), et à partir du 20 novembre 1885, commandant. C'est à bord de ce croiseur qu'il prend part au combat de l'archipel Bismarck, pour défendre les intérêts de la compagnie de Nouvelle-Guinée.
Il poursuit son ascension dans les bureaux ministériels de la Marine impériale, à partir de 1891. Il est korvettenkapitän, puis commandant de la canonnière SMS Iltis et envoyé au Pacifique, dans les colonies allemandes, en 1894. Il fait partie de l'escadron de marine d'Extrême-Orient. Il est par exemple en Corée à la fin de juillet 1894.

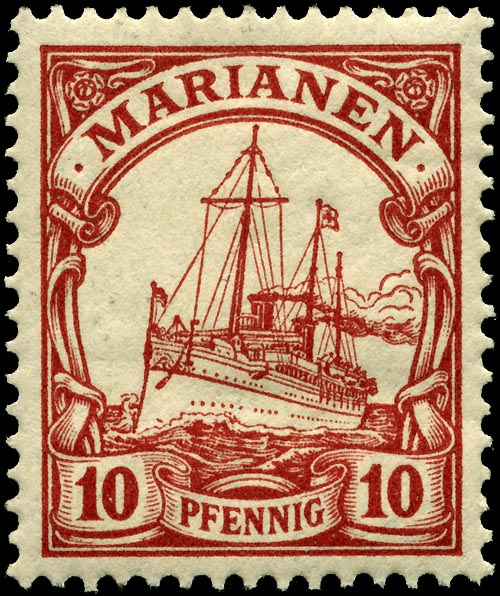
Timbre figurant le SMY Hohenzollern II

Il est nommé capitaine-commandant du yacht impérial, le SMY Hohenzollern II, à partir du 11 décembre 1898, poste qu'il assume jusqu'au 16 août 1902 et il est nommé en même temps aide de camp de SMI, le 16 juillet 1899. Il navigue à bord du yacht impérial entre autres jusqu'à Drontheim, Bergen et l'Angleterre en 1899; puis en 1900 à Drontheim, et en Angleterre, année où le navire est équipé de la télégraphie sans fil. En 1901, il accompagne le Kaiser pour se rendre aux funérailles de la reine Victoria, en Angleterre. Le comte accède au rang de konteradmiral, le 22 juin 1901. Le 8 janvier 1902, le yacht se rend à New York, où il arrive le 12 février suivant et reçoit plus de six mille visiteurs par jour. Le voyage de retour dure du 11 au 27 mars 1902. Au printemps, le yacht se rend à Drontheim, en Russie et en Grande-Bretagne.
Après son service auprès de l'empereur Guillaume II, le comte von Baudissin devient commandant du croiseur protégé, le SMS Hansa, le 19 novembre 1902, remplaçant le vizeadmiral Richard von Geißler (de), en tant qu'amiral en second de l'escadron d'Extrême-Orient. De novembre 1902 à janvier 1903, Friedrich von Baudissin remonte le Yang-Tsé-Kiang, jusqu'à Nankin, puis arrive au Japon en avril 1903. Il a l'honneur d'être reçu en audience par l'empereur Meiji et il représente la flotte impériale allemande à la revue de la flotte à Kōbe. Il retourne en juillet en Corée avec le SMS Hansa. Le comte von Baudissin fait descendre son drapeau, le 20 octobre 1903, date à laquelle il est remplacé par Henning von Holtzendorff (1853-1919).
Il devient inspecteur à la première inspection de marine de la mer Baltique, basée à Kiel, le 12 avril 1904. Il est en même temps responsable du premier escadron de la Hochseeflotte (flotte impériale de haute-mer), dirigée par le frère du Kaiser, le prince Henri de Prusse, et élevé au grade de vizeadmiral, le 27 janvier 1905. Après une période de commandement auprès de l'empereur en 1907 et une autre auprès de l'état-major de l'amirauté, le comte von Baudissin est nommé admiral, le 27 janvier 1908. Il succède alors à l'amiral Büchsel (de), en tant que chef de l'état-major de l'amirauté (Admiralstab). Il occupe ce poste jusqu'au 5 septembre 1909 et il est remplacé par l'amiral von Fischel (de). Il est ensuite, jusqu'au 12 avril 1913, chef de la base de marine de la mer du Nord à Wilhelmshaven et son nom reste en mémoire pour les améliorations qu'il lui apporte. Il fait construire ainsi le Kaiser-Friedrich Kuntshalle (de), musée inauguré en 1913, et fonde l'association des amis de l'art de Wilhelmshaven. Il est nommé citoyen d'honneur de Rüstringen, qui est aujourd'hui un quartier de Wilhelmshaven.
L'amiral von Baudissin prend ensuite sa retraite et il reçoit le rang honorifique d'officier de marine « à la suite de SMI ». Parmi les nombreuses décorations du comte von Bausdissin, l'on peut distinguer celle de l'Ordre de l'Aigle noir, la distinction la plus haute du royaume de Prusse, qu'il reçoit le 4 mars 1912.
Il est enterré au cimetière des Invalides à Berlin.

## Famille
Baudissin épouse Edith Kinderling (1858-1934) à Kiel le 7 février 1879. Elle est la fille du vice-amiral allemand Franz Kinderling (1820-1895). Le mariage donne naissance à leur fils Wolf (né en 1882) et à leur fille Asta (née en 1888).